# Анатомия страсти (сезон 5)
Пятый сезон американской телевизионной медицинской драмы «Анатомия страсти» впервые вышел в эфир 25 сентября 2008 года. В основной актёрский ансамбль были введены прибывший из Ирака врач-травматолог Оуэн Хант (Кевин МакКидд), и Сэди Харрис (Мелисса Джордж), давняя подруга Мередит. 3 ноября 2008 года было объявлено, что Эрика Хан (Брук Смит) была выписана из шоу. До того как Хан была выписана, было объявлено, что в нескольких эпизодах появится новый персонаж, доктор Вирджиния Диксон (Мэри Макдоннелл), кардиохирург с синдромом Аспергера. 26 февраля 2009 года «Entertainment Weekly» сообщил, что Джессика Кэпшоу подписала контракт с ABC, по которому она будет играть роль детского хирурга Аризоны Роббинс. Кэпшоу появилась в весенних эпизодах сезона, а с шестого сезона вошла в основной актёрский состав на постоянной основе. Приглашёнными актёрами в сезоне были Фэй Данауэй, Бернадетт Питерс, Тайн Дейли, Кэти Бейкер, Гектор Элизондо, Эрик Штольц и Джеффри Дин Морган.

## Сюжет
Среди заметных сюжетных линий можно выделить отношения между Слоаном и Лекси, рак Иззи Стивенс, вследствие которого в галлюцинациях к ней приходил Денни. В больнице проводится уникальная операция по одновременной пересадке органов нескольким пациентам. Ординаторам впервые доверят самостоятельно выполнить операцию. Дерек решает сделать Мередит предложение, но прежде ему предстоит тяжелый этап в жизни и карьере. Сезон заканчивается борьбой за жизнь неизвестного пациента, бросившегося под автобус, чтобы спасти девушку. Все объединяются для его спасения, а Мередит узнает ужасную правду, что этот неизвестный и есть О’Мэлли.

## Актёры и персонажи
- Эллен Помпео — Мередит Грей
- Сандра О — Кристина Янг
- Кэтрин Хайгл — Иззи Стивенс
- Джастин Чэмберс — Алекс Карев
- Т. Р. Найт — Джордж О’Мэлли
- Чандра Уилсон — Миранда Бейли
- Джеймс Пикенс мл. — Ричард Веббер
- Сара Рамирес — Кэлли Торрес
- Эрик Дэйн — Марк Слоан
- Кайлер Ли — Лекси Грей
- Брук Смит — Эрика Хан
- Кевин Маккид — Оуэн Хант
- Патрик Демпси — Дерек Шепард

## Эпизоды
| № общий | № в сезоне | Название                                                                       | Режиссёр            | Автор сценария           | Дата премьеры    | Зрители в США (млн) |
| --- | ---------- | ------------------------------------------------------------------------------ | ------------------- | ------------------------ | ---------------- | ------------------- |
| 7980 | 12         | «Dream a Little Dream of Me» «Сны обо мне»                                     | Роб Корн            | Шонда Раймс              | 25 сентября 2008 | 18,29               |
| Кристина заинтересовалась военным доктором. Он помогает ей, когда на неё падает сосулька. Мередит и Дерек продолжают работать над своим «долго и счастливо». Все врачи в больнице расстроены тем, что Сиэтл Грэйс теперь занимает 12-е место в рейтинге штата. Алекс смущён тем, что Иззи поделилась с Мередит своими мыслями о нём. Роуз ранит Дерека скальпелем прямо в операционной, а шеф разочарован тем, что в больнице Mercy West растет количество пациентов. |            |                                                                                |                     |                          |                  |                     |
| 81 | 3          | «Here Comes the Flood» «Великий потоп»                                         | Майкл Прессман      | Криста Вернофф           | 9 октября 2008   | 14,54               |
| Неисправные водопроводные трубы приводят к потопу в больнице. Шеф внедряет новые правила обучения ординаторов. Джордж пересдает экзамен интерна. Дерек пытается выселить Иззи и Алекса из дома Мередит. |            |                                                                                |                     |                          |                  |                     |
| 82 | 4          | «Brave New World» «Дивный новый мир»                                           | Эрик Штольц         | Дебора Кан               | 16 октября 2008  | 14,57               |
| Мередит расстроена тем, что Дерек нашёл в их доме старые дневники её матери. Келли готовится к их первому настоящему свиданию с Эрикой. Кристина попадает в ту часть больницы, о существовании которой ни она, ни её друзья даже не подозревали. |            |                                                                                |                     |                          |                  |                     |
| 83 | 5          | «There's No 'I' in Team» «Работа в команде»                                    | Рэнди Зиск          | Дженна Бэнс              | 23 октября 2008  | 14,21               |
| Бейли возглавляет команду хирургов, осуществляющую серию операций «домино», каждая из которых следует из предыдущей. Дереку достаётся вся слава за нейрохирургический эксперимент, который он проводил с Мередит. Лекси делает все возможное, чтобы Джордж обратил на неё внимание, а Марк консультирует отчаянную Келли по вопросам любви. |            |                                                                                |                     |                          |                  |                     |
| 84 | 6          | «Life During Wartime» «Жизнь во время войны»                                   | Джеймс Фраули       | Марк Уайлдинг            | 30 октября 2008  | 15,05               |
| Чтобы помочь Бейли стать лучшим хирургом, Шеф предоставляет ей новую возможность, новую обязанность и испытание — удаление неоперабельной опухоли у маленькой девочки. Новый глава травматологического отделения бросает вызов методам работы хирургов и способностям ординаторов. |            |                                                                                |                     |                          |                  |                     |
| 85 | 7          | «Rise Up» «Вернуть к жизни»                                                    | Джоанна Кернс       | Уильям Харпер            | 6 ноября 2008    | 15,63               |
| Шеф сообщает ординаторам о грядущей самостоятельной операции. И эта новость повергает их в соревновательное безумие. В это время Дерек обращается к Бейли за советом по поводу Кристины, вмешивающейся в его отношения с Мередит, а Эрика обнаруживает шокирующую связь между одним из ординаторов и её давним пациентом. |            |                                                                                |                     |                          |                  |                     |
| 86 | 8          | «These Ties That Bind» «Узы»                                                   | Эрик Штольц         | Стейси МакКи             | 13 ноября 2008   | 15,59               |
| Старая подруга Мередит Сэйди (Мелисса Джордж) становится интерном в Сиэтл Грэйс, но другие друзья Мередит не особо-то её приветствуют. |            |                                                                                |                     |                          |                  |                     |
| 87 | 9          | «In the Midnight Hour» «В полуночный час»                                      | Том Верика          | Тони Филан и Джоан Рэтер | 20 ноября 2008   | 15,74               |
| Мередит, Кристина и Бейли приходят на помощь Лекси и Сэйди, когда обычная операция выходит из-под контроля. Оуэн и Дерек лечат мужчину, серьёзно пострадавшего во время хождения во сне, а Марк успокаивает его обеспокоенную дочь. |            |                                                                                |                     |                          |                  |                     |
| 88 | 10         | «All By Myself» «Всё сама»                                                     | Арлин Сэнфорд       | Питер Ноуолк             | 4 декабря 2008   | 15,15               |
| Кристина награждена первой самостоятельной операцией, но она должна отказаться от неё и выбрать себе замену. Марк проводит сложную операцию, чтобы вернуть пациенту дар речи, производя впечатление на Лекси. Келли не может понять, флиртует ли с ней Сэйди или просто дружелюбна. |            |                                                                                |                     |                          |                  |                     |
| 89 | 11         | «Wish You Were Here» «Будь со мной»                                            | Роб Корн            | Дебора Кан               | 8 января 2009    | 13,71               |
| Бейли работает в команде с новым детским хирургом - доктором Аризоной Роббинс, чтобы спасти дорогого ей маленького пациента. Присутствие в больнице заключённого, приговорённого к смертной казни, приводит Дерека в бешенство и в дальнейшем подрывает дружбу Кристины и Мередит. Иззи рассказывает Алексу, что видит Денни. |            |                                                                                |                     |                          |                  |                     |
| 90 | 12         | «Sympathy for the Devil» «Сочувствие дьяволу»                                  | Жанно Шварц         | Дженна Бэнс              | 15 января 2009   | 12,95               |
| Мама Дерека Кэролин неожиданно посещает Сиэтл и знакомится с Мередит. Марк пытается скрыть свои отношения с Лекси и от неё тоже. Приговорённый к смертной казни изъявляет желание стать донором органов для пациента Бейли и Аризоны. Оуэн и Кристина пытаются пойти на первое свидание. |            |                                                                                |                     |                          |                  |                     |
| 91 | 13         | «Stairway to Heaven» «Лестница в небо»                                         | Эллисон Лидди-Браун | Марк Уайлдинг            | 22 января 2009   | 14,25               |
| Бейли в отчаянии, так как состояние её пациента все ухудшается. Все в больнице пытаются найти мальчику донора органов, включая Мередит, которая считается с желанием заключённого умереть до казни. Кристина избегает Оуэна. Иззи наконец понимает, почему Денни является ей. |            |                                                                                |                     |                          |                  |                     |
| 92 | 14         | «Beat Your Heart Out» «Когда разрывается сердце»                               | Джули Энн Робинсон  | Уильям Харпер            | 5 февраля 2009   | 15,20               |
| У Дерека есть обручальное кольцо, и он ищет подходящий момент, чтобы сделать предложение Мередит. Лекси требует, чтобы Марк перестал скрывать их отношения. Доктор Бейли, воодушевлённая своей работой над недавними случаями, и доктором Диксон рассматривают возможность нового направления своей медицинской карьеры. |            |                                                                                |                     |                          |                  |                     |
| 93 | 15         | «Before and After» «До и после»                                                | Дэн Эттиас          | Тони Филан и Джоан Рэтер | 12 февраля 2009  | 15,70               |
| Эддисон, Наоми и Сэм срочно отправляют больного Арчи в Сиэтл Грейс и воссоединяются со старыми друзьями Дереком и Марком, чтобы спасти его жизнь. Иззи привлекает своих коллег в медицинскую игру, созданную для более лёгкого обучения интернов. Оуэн сталкивается с кем-то важным из своего прошлого. |            |                                                                                |                     |                          |                  |                     |
| 94 | 16         | «An Honest Mistake» «Добросовестное заблуждение»                               | Рэнди Зиск          | Питер Новалк             | 19 февраля 2009  | 15,39               |
| Споры с Эддисон о том, какой план лучше для спасении жизни его беременной пациентки, как никогда ранее заставляют Дерека усомниться в себе как в хирурге. Кристина подвергает сомнению мастерство известного хирурга, который не смог справиться с довольно простой процедурой. Бейли, решившая продолжить ординатуру в педиатрии, шокирована рекомендательным письмом Шефа.                                                                                          |            |                                                                                |                     |                          |                  |                     |
| 95 | 17         | «I Will Follow You Into the Dark» «Во тьму, вслед за тобой»                    | Роб Корн            | Дженна Бэнс              | 12 марта 2009    | 13,54               |
| Дерек изучил статистику и выяснил, что его пациенты чаще умирают, чем выживают. Узнав это, он впадает в депрессию и увольняется из больницы, хотя Мередит и не поддерживает его решения. Шеф не хочет, чтобы Миранда Бейли перевелась в педиатрию. Адель решила стать посредником в их переговорах. Интерны обнаруживают, что с «пациентом икс» что-то неладно, совершенно не подозревая, что изучают карту Иззи.                                                     |            |                                                                                |                     |                          |                  |                     |
| 96 | 18         | «Stand By Me» «Будь со мной»                                                   | Джессика Ю          | Зоанн Клак               | 19 марта 2009    | 14,67               |
| Коллеги-хирурги пытаются вернуть Дерека на работу, но тот не соглашается на уговоры. Мередит должна собрать всю волю в кулак и убедить его. Марк собирается провести редкую операцию по трансплантации лица. Кристина наконец-то получает свою долгожданную самостоятельную операцию, но сейчас она больше занята проблемами своих друзей. Иззи старается изо всех сил сохранить свою болезнь в секрете.                                                              |            |                                                                                |                     |                          |                  |                     |
| 97 | 19         | «Elevator Love Letter» «Объяснение в лифте»                                    | Эд Орнелас          | Стейси МакКи             | 26 марта 2009    | 16,10               |
| Обстановка в больнице Сиэтл Грейс накаляется. Дерек готов провести первую операцию после нервного срыва и внезапного увольнения. Всеобщее внимание приковано к Иззи, которой требуется тяжёлая операция. У Оуэна случается ещё один приступ агрессии, который причиняет боль Кристине. Это травмирует их обоих и ставит под большой вопрос будущее их отношений. |            |                                                                                |                     |                          |                  |                     |
| 98 | 20         | «Sweet Surrender» «Наслаждаясь поражением»                                     | Тони Филан          | Сонай Вашингтон          | 23 апреля 2009   | 13,55               |
| Иззи занимается организацией свадьбы Мередит и Дерека и одновременно проходит интенсивную терапию в борьбе с раком. Оуэн ищет помощи в лечении своего посттравматического расстройства. Келли навещает отец, и она знакомит его со своей девушкой Аризоной, что приводит его в ужас. |            |                                                                                |                     |                          |                  |                     |
| 99 | 21         | «No Good at Saying Sorry (One More Chance)» «Не говори „прости“ (Второй шанс)» | Том Верика          | Криста Вернофф           | 30 апреля 2009   | 14,12               |
| Подготовка к свадьбе Мередит и Дерека идёт полным ходом. К Иззи в больницу неожиданно приходит Робби. Между тем протрезвевший Тэтчер навещает своих дочерей. |            |                                                                                |                     |                          |                  |                     |
| 100 | 22         | «What a Difference a Day Makes» «Что меняет один день»                         | Роб Корн            | Шонда Раймс              | 7 мая 2009       | 15,33               |
| В то время как Мередит, Дерек и все их друзья готовятся к свадьбе, группа студентов, пострадавших в автокатастрофе по дороге на выпускной, попадает в отделение скорой помощи. |            |                                                                                |                     |                          |                  |                     |
| 101 | 23         | «Here's to Future Days» «За будущее»                                           | Билл Д'Элия         | Аллан Хейнберг           | 14 мая 2009      | 15,58               |
| Иззи проводит время с пациенткой, больной раком, и думает над тем, проводить ли ей серьёзную операцию или нет. Марк готов к более близким отношениям с Лекси. Один из пациентов заставляет Оуэна задуматься о его месте в больнице Сиэтл Грейс. |            |                                                                                |                     |                          |                  |                     |
| 102 | 24         | «Now or Never» «Сейчас или никогда»                                            | Роб Корн            | Дебора Кан               | 14 мая 2009      | 17,12               |
| Джордж делится с Бейли важными новостями, которые взбудоражили всю больницу. Друзья Иззи очень волнуются и ждут, пока их подруга придет в себя после операции. Бейли разгневана после того, как её наконец-то перевели в педиатрию. Жертва дорожно-транспортного происшествия заставляет объединиться всех самых талантливых хирургов больницы Сиэтл Грейс. |            |                                                                                |                     |                          |                  |                     |

## Выпуск на DVD
| Анатомия страсти: Полный пятый сезон — Больше моментов                                                              | | | | | |
| Детали комплекта | Детали комплекта | Детали комплекта | Особенности | Особенности | Особенности |
| - 24 эпизода (1 расширенный) - Комплект из 7-ми дисков - Английский (Dolby Digital 5.1 Surround) - Аудиокомментарии | - 24 эпизода (1 расширенный) - Комплект из 7-ми дисков - Английский (Dolby Digital 5.1 Surround) - Аудиокомментарии | - 24 эпизода (1 расширенный) - Комплект из 7-ми дисков - Английский (Dolby Digital 5.1 Surround) - Аудиокомментарии | - Вскрытие «Анатомии страсти» — Невыпущенные сцены - Швы: Невыпущенные сцены пятого сезона - 100-й эпизод: Рассказы от О.Р. — Закулисный взгляд на производство вашего любимого шоу - Послание с небес — Актёр Джеффри Дин Морган говорит о популярности его персонажа Денни Дуккета | - Вскрытие «Анатомии страсти» — Невыпущенные сцены - Швы: Невыпущенные сцены пятого сезона - 100-й эпизод: Рассказы от О.Р. — Закулисный взгляд на производство вашего любимого шоу - Послание с небес — Актёр Джеффри Дин Морган говорит о популярности его персонажа Денни Дуккета | - Вскрытие «Анатомии страсти» — Невыпущенные сцены - Швы: Невыпущенные сцены пятого сезона - 100-й эпизод: Рассказы от О.Р. — Закулисный взгляд на производство вашего любимого шоу - Послание с небес — Актёр Джеффри Дин Морган говорит о популярности его персонажа Денни Дуккета |
| Даты релиза | | | | | |
| Регион 1 | Регион 1 | Регион 2 | Регион 2 | Регион 4 | Регион 4 |
| 15 сентября 2009 | 15 сентября 2009 | 23 августа 2010 | 23 августа 2010 | 4 ноября 2009 | 4 ноября 2009 |